# Gaesischia caracicola
Gaesischia caracicola är en biart som beskrevs av Urban 2007. Gaesischia caracicola ingår i släktet Gaesischia och familjen långtungebin. Inga underarter finns listade i Catalogue of Life.